# Załadunek blokowy
Załadunek blokowy - metoda załadunku, przy zastosowaniu której cały ładunek transportowany do określonego miejsca przeznaczenia jest ładowany razem. Celem takiego załadunku jest ułatwienie szybkiego rozładowania go w miejscu przeznaczenia, przy jak najmniejszym naruszeniu integralności ładunku o innym miejscu przeznaczenia.